# Ploceus ruweti
El tejedor de Ruwet (Ploceus ruweti) es una especie de ave paseriforme en la familia Ploceidae endémica de la República Democrática del Congo. Su hábitat natural son los pantanos en el sureste del país. En el pasado se consideró una subespecie del tejedor de Reichard (P. reichardi).